# العلاقات السعودية اللوكسمبورغية
العلاقات السعودية اللوكسمبورغية هي العلاقات الثنائية التي تجمع بين السعودية ولوكسمبورغ.

## مقارنة بين البلدين
هذه مقارنة عامة ومرجعية للدولتين:
| وجه المقارنة                                              | السعودية        | لوكسمبورغ                                                     |
| --------------------------------------------------------- | --------------- | ------------------------------------------------------------- |
| المساحة (كم2)                                             | 2.25 مليون      | 2.59 ألف                                                      |
| عدد السكان (نسمة)                                         | 33.00 مليون     | 599.45 ألف                                                    |
| الكثافة السكانية (ن./كم²)                                 | 14.67           | 231.45                                                        |
| العاصمة                                                   | الرياض، الدرعية | لوكسمبورغ                                                     |
| اللغة الرسمية                                             | اللغة العربية   | اللغة اللوكسمبورغية، لغة فرنسية، اللغة الألمانية              |
| العملة                                                    | ريال سعودي      | يورو، فرنك لوكسمبورغ                                          |
| الناتج المحلي الإجمالي (بليون دولار)                      | 683.83 مليار    | 62.40 مليار                                                   |
| الناتج المحلي الإجمالي (تعادل القوة الشرائية) بليون دولار | 1.69 تريليون    | 58.13 مليار                                                   |
| الناتج المحلي الإجمالي الاسمي للفرد دولار أمريكي          | 20.48 ألف       | 101.45 ألف                                                    |
| الناتج المحلي الإجمالي للفرد دولار أمريكي                 | 52.01 ألف       | 101.93 ألف                                                    |
| مؤشر التنمية البشرية                                      | 0.837           | 0.892                                                         |
| رمز المكالمات الدولي                                      | +966            | +352                                                          |
| رمز الإنترنت                                              | .sa             | .lu                                                           |
| المنطقة الزمنية                                           | ت ع م+03:00     | توقيت وسط أوروبا، ت ع م+01:00، ت ع م+02:00، أوروبا/لوكسمبورج ‏ |

## منظمات دولية مشتركة
يشترك البلدان في عضوية مجموعة من المنظمات الدولية، منها:
| علم المنظمة | اسم المنظمة                               | تاريخ انضمام السعودية | تاريخ انضمام لوكسمبورغ |
| ----------- | ----------------------------------------- | --------------------- | ---------------------- |
|             | يونسكو                                    | 4 نوفمبر 1946         | 27 أكتوبر 1947         |
|             | البنك الدولي للإنشاء والتعمير             | 26 أغسطس 1957         | 27 ديسمبر 1945         |
|             | منظمة حظر الأسلحة الكيميائية              | ?                     | ?                      |
|             | الأمم المتحدة                             | 24 أكتوبر 1945        | 24 أكتوبر 1945         |
|             | مؤسسة التمويل الدولية                     | 18 سبتمبر 1962        | 4 أكتوبر 1956          |
|             | المركز الدولي لتسوية المنازعات الاستشارية | 7 يونيو 1980          | 29 أغسطس 1970          |
|             | وكالة ضمان الاستثمار متعدد الأطراف        | 12 أبريل 1988         | 29 أغسطس 1991          |
|             | الاتحاد البريدي العالمي                   | ?                     | ?                      |
|             | مؤسسة التنمية الدولية                     | 30 ديسمبر 1960        | 4 يونيو 1964           |
|             | منظمة الشرطة الجنائية الدولية             | 13 يونيو 1956         | ?                      |
|             | منظمة التجارة العالمية                    | 11 نوفمبر 2005        | ?                      |
|             | البنك الإفريقي للتنمية                    | 4 أغسطس 1963          | ?                      |
|             | الاتحاد الدولي للاتصالات                  | 7 فبراير 1949         | 2 مارس 1866            |

## وصلات خارجية
- موقع وزارة الخارجية السعودية
- موقع وزارة الخارجية اللوكسمبورغية